# Championnats du Luxembourg de cyclisme sur route
Les championnats du Luxembourg de cyclisme sur route sont les championnats nationaux de cyclisme sur route du Luxembourg, organisés par la Fédération du sport cycliste luxembourgeois. Ils ont été créés en 1922.

## Une organisation évolutive
L'épreuve a été organisée avec les championnats d'Allemagne et de Suisse de 1974 à 1986 et de 1989 à 1994.
Les éditions 1936, 1955, 1956, 1958, 1963 à 1973, 1987 et 1988 ont fait l'objet d'un contre-la-montre.
Le titre n'a pas été attribué de 1991 à 1995.
À partir de 2018, les championnats sur route allemands espoirs sont organisés avec ceux du Luxembourg et de la Suisse.

## Hommes

### Podiums de la course en ligne
| Année     | Vainqueur           | Deuxième            | Troisième           |
| --------- | ------------------- | ------------------- | ------------------- |
| 1922      | Franz Heck          | -                   | -                   |
| 1923      | Nicolas Frantz      | Franz Heck          | -                   |
| 1924      | Nicolas Frantz      | -                   | -                   |
| 1925      | Nicolas Frantz      | -                   | -                   |
| 1926      | Nicolas Frantz      | -                   | -                   |
| 1927      | Nicolas Frantz      | Nicolas Engel       | Victor Kirchen      |
| 1928      | Nicolas Frantz      | Victor Kirchen      | -                   |
| 1929      | Nicolas Frantz      | Victor Kirchen      | -                   |
| 1930      | Nicolas Frantz      | -                   | -                   |
| 1931      | Nicolas Frantz      | Jean-Pierre Muller  | -                   |
| 1932      | Nicolas Frantz      | -                   | -                   |
| 1933      | Nicolas Frantz      | -                   | -                   |
| 1934      | Nicolas Frantz      | -                   | -                   |
| 1935      | Arsène Mersch       | -                   | -                   |
| 1936      | Émile Bewing        | -                   | -                   |
| 1937      | Pierre Clemens      | Jean Majerus        | -                   |
| 1938      | Mathias Clemens     | Paul Frantz         | Jean Majerus        |
| 1939      | Arsène Mersch       | Aloyse Klensch      | -                   |
| 1940      | Lucien Bidinger     | -                   | -                   |
| 1945      | Joseph Bintener     | Mathias Clemens     | Jean Kirchen        |
| 1946      | Jean Kirchen        | Joseph Bintener     | -                   |
| 1947      | Jean Goldschmit     | Jean Kirchen        | Mathias Clemens     |
| 1948      | Mathias Clemens     | Jean Kirchen        | Lucien Gillen       |
| 1949      | Willy Kemp          | Jean Diederich      | Jean Kirchen        |
| 1950      | Jean Goldschmit     | Jean Diederich      | Marcel Ernzer       |
| 1951      | Jean Kirchen        | Willy Kemp          | Jean Diederich      |
| 1952      | Johny Goedert       | Willy Kemp          | Marcel Ernzer       |
| 1953      | Marcel Ernzer       | Jean Diederich      | Charly Gaul         |
| 1954      | Marcel Ernzer       | Charly Gaul         | Jean-Pierre Schmitz |
| 1955      | Marcel Ernzer       | Willy Kemp          | François Gehlhausen |
| 1956      | Charly Gaul         | Marcel Ernzer       | Jean-Pierre Schmitz |
| 1957      | Charly Gaul         | Marcel Ernzer       | Willy Kemp          |
| 1958      | Jean-Pierre Schmitz | Charly Gaul         | Marcel Ernzer       |
| 1959      | Charly Gaul         | Jean-Pierre Schmitz | Marcel Ernzer       |
| 1960      | Charly Gaul         | Jean-Pierre Schmitz | Aldo Bolzan         |
| 1961      | Charly Gaul         | Marcel Ernzer       | Aldo Bolzan         |
| 1962      | Charly Gaul         | Roger Thull         | Bruno Martinato     |
| 1963      | Roger Thull         | Lucien Gillen       | -                   |
| 1964      | Roger Thull         | -                   | -                   |
| 1965      | Johny Schleck       | Roger Thull         | -                   |
| 1966      | Edy Schütz          | Johny Schleck       | -                   |
| 1967      | Edy Schütz          | Johny Schleck       | -                   |
| 1968      | Edy Schütz          | Johny Schleck       | Roland Smaniotto    |
| 1969      | Edy Schütz          | Roger Gilson        | -                   |
| 1970      | Edy Schütz          | -                   | -                   |
| 1971      | Edy Schütz          | -                   | -                   |
| 1972      | Roger Gilson        | -                   | -                   |
| 1973      | Johny Schleck       | Roger Gilson        | -                   |
| 1974      | Roger Gilson        | Erny Kirchen        | Jean Becker         |
| 1975      | Roger Gilson        | Jean Becker         | -                   |
| 1976      | Roger Gilson        | -                   | -                   |
| 1977      | Lucien Didier       | Marcel Thull        | Roger Gilson        |
| 1978      | Lucien Didier       | -                   | -                   |
| 1979      | Lucien Didier       | -                   | -                   |
| 1980      | Lucien Didier       | -                   | -                   |
| 1981      | Eugène Urbany       | -                   | -                   |
| 1982      | Eugène Urbany       | (déclassé)          | -                   |
| 1983      | Eugène Urbany       | -                   | -                   |
| 1984      | Claude Michely      | -                   | -                   |
| 1985      | Claude Michely      | -                   | -                   |
| 1986      | Enzo Mezzapesa      | -                   | -                   |
| 1987      | Enzo Mezzapesa      | Claude Michely      | -                   |
| 1988      | Enzo Mezzapesa      | Claude Michely      | -                   |
| 1989      | Pascal Triebel      | -                   | -                   |
| 1990      | Pascal Kohlvelter   | -                   | -                   |
| 1991-1995 | Pas de compétition  | Pas de compétition  | Pas de compétition  |
| 1996      | Enzo Mezzapesa      | Benny Schaack       | Daniel Bintz        |
| 1997      | Daniel Bintz        | Christian Poos      | Enzo Mezzapesa      |
| 1998      | Tom Flammang        | Vincenzo Centrone   | (déclassé)          |
| 1999      | Kim Kirchen         | Benoît Joachim      | Max Becker          |
| 2000      | Benoît Joachim      | Christian Poos      | Fränk Schleck       |
| 2001      | Christian Poos      | Benoît Joachim      | Kim Kirchen         |
| 2002      | Christian Poos      | Vincenzo Centrone   | Steve Fogen         |
| 2003      | Benoît Joachim      | Marc Vanacker       | Christian Poos      |
| 2004      | Kim Kirchen         | Fränk Schleck       | Benoît Joachim      |
| 2005      | Fränk Schleck       | Kim Kirchen         | Andy Schleck        |
| 2006      | Kim Kirchen         | Fränk Schleck       | Andy Schleck        |
| 2007      | Benoît Joachim      | Christian Poos      | Fränk Schleck       |
| 2008      | Fränk Schleck       | Benoît Joachim      | Christian Poos      |
| 2009      | Andy Schleck        | Laurent Didier      | Fränk Schleck       |
| 2010      | Fränk Schleck       | Andy Schleck        | Ben Gastauer        |
| 2011      | Fränk Schleck       | Andy Schleck        | Laurent Didier      |
| 2012      | Laurent Didier      | Ben Gastauer        | Fränk Schleck       |
| 2013      | Bob Jungels         | Pit Schlechter      | Jempy Drucker       |
| 2014      | Fränk Schleck       | Ben Gastauer        | Andy Schleck        |
| 2015      | Bob Jungels         | Ben Gastauer        | Pit Schlechter      |
| 2016      | Bob Jungels         | Alex Kirsch         | Fränk Schleck       |
| 2017      | Bob Jungels         | Alex Kirsch         | Ben Gastauer        |
| 2018      | Bob Jungels         | Alex Kirsch         | Tim Diederich       |
| 2019      | Bob Jungels         | Kevin Geniets       | Pit Leyder          |
| 2020      | Kevin Geniets       | Bob Jungels         | Jempy Drucker       |
| 2021      | Kevin Geniets       | Jempy Drucker       | Loïc Bettendorff    |
| 2022      | Colin Heiderscheid  | Noé Ury             | Alexandre Kess      |
| 2023      | Alex Kirsch         | Michel Ries         | Mats Wenzel         |
| 2024      | Kevin Geniets       | Mats Wenzel         | Alexandre Kess      |
| 2025      | Arthur Kluckers     | Luc Wirtgen         | Alexandre Kess      |

Multi-titrés
- 12 : Nicolas Frantz

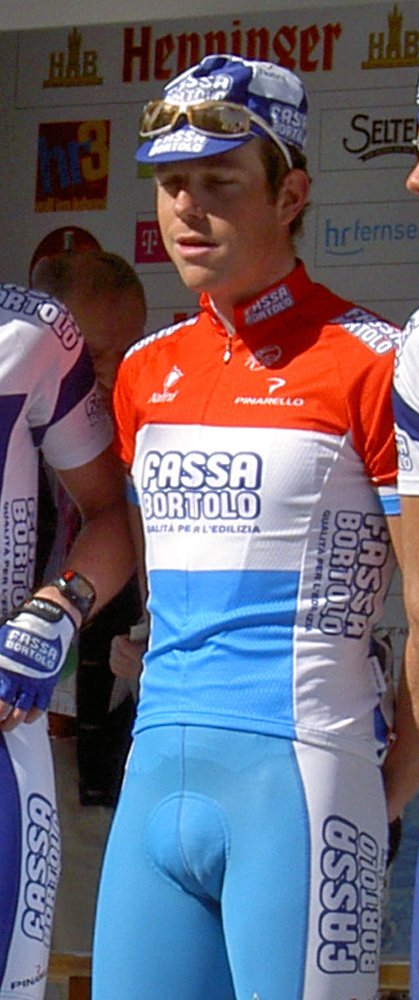
Kim Kirchen avec le maillot de champion 2004

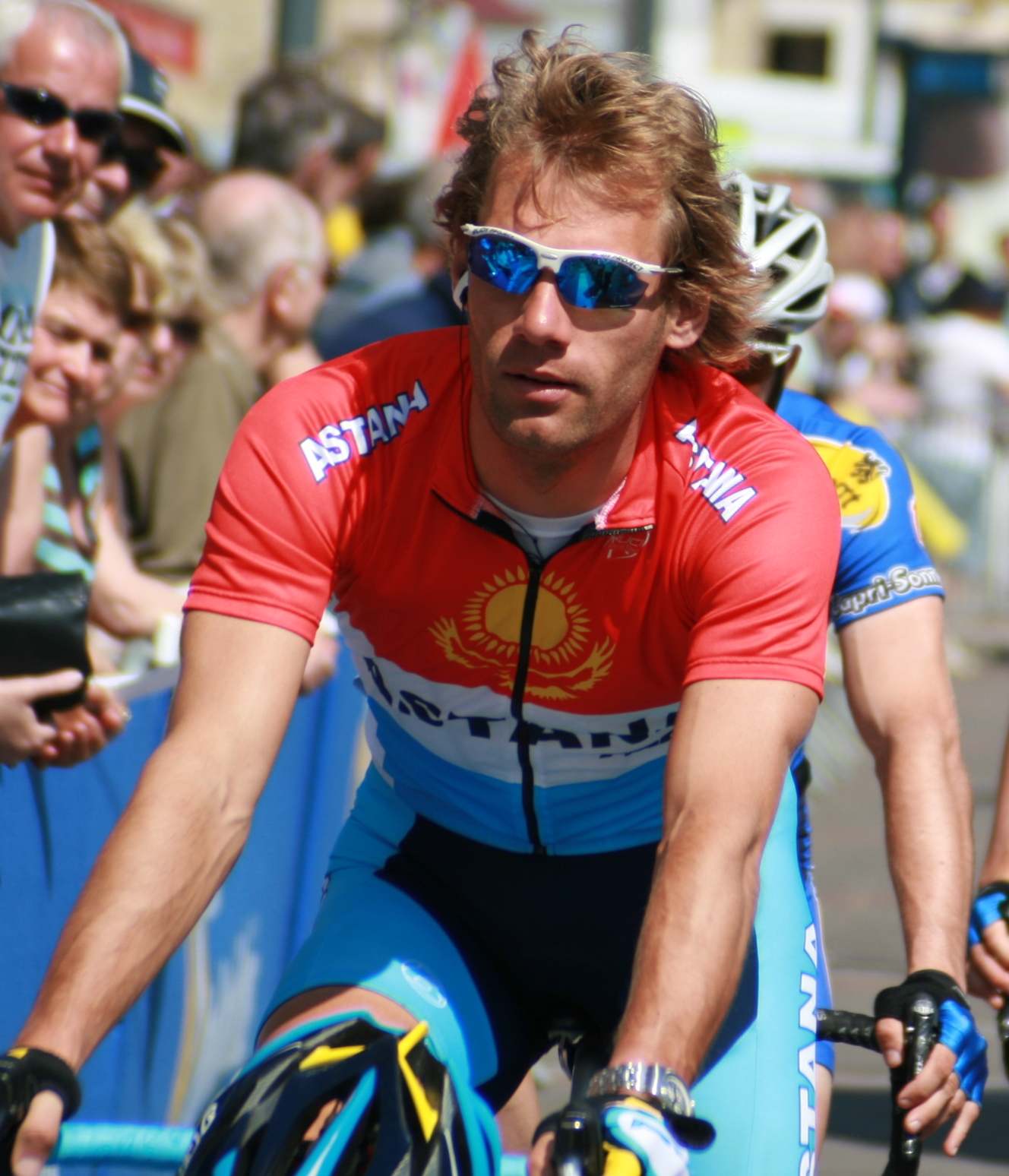
Benoît Joachim, vêtu du maillot de champion du Luxembourg, aux Quatre Jours de Dunkerque 2008

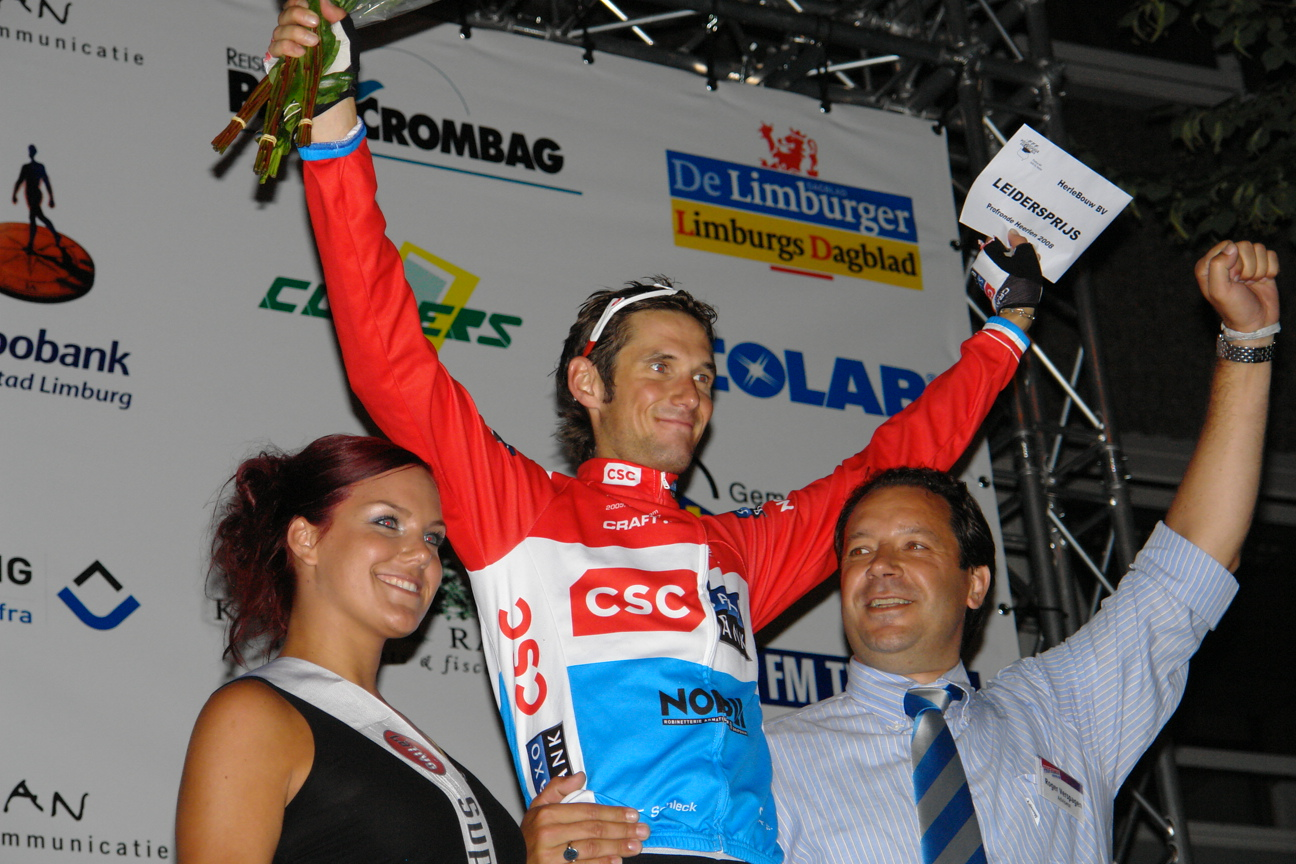
Fränk Schleck, vêtu de son maillot de champion national en 2008

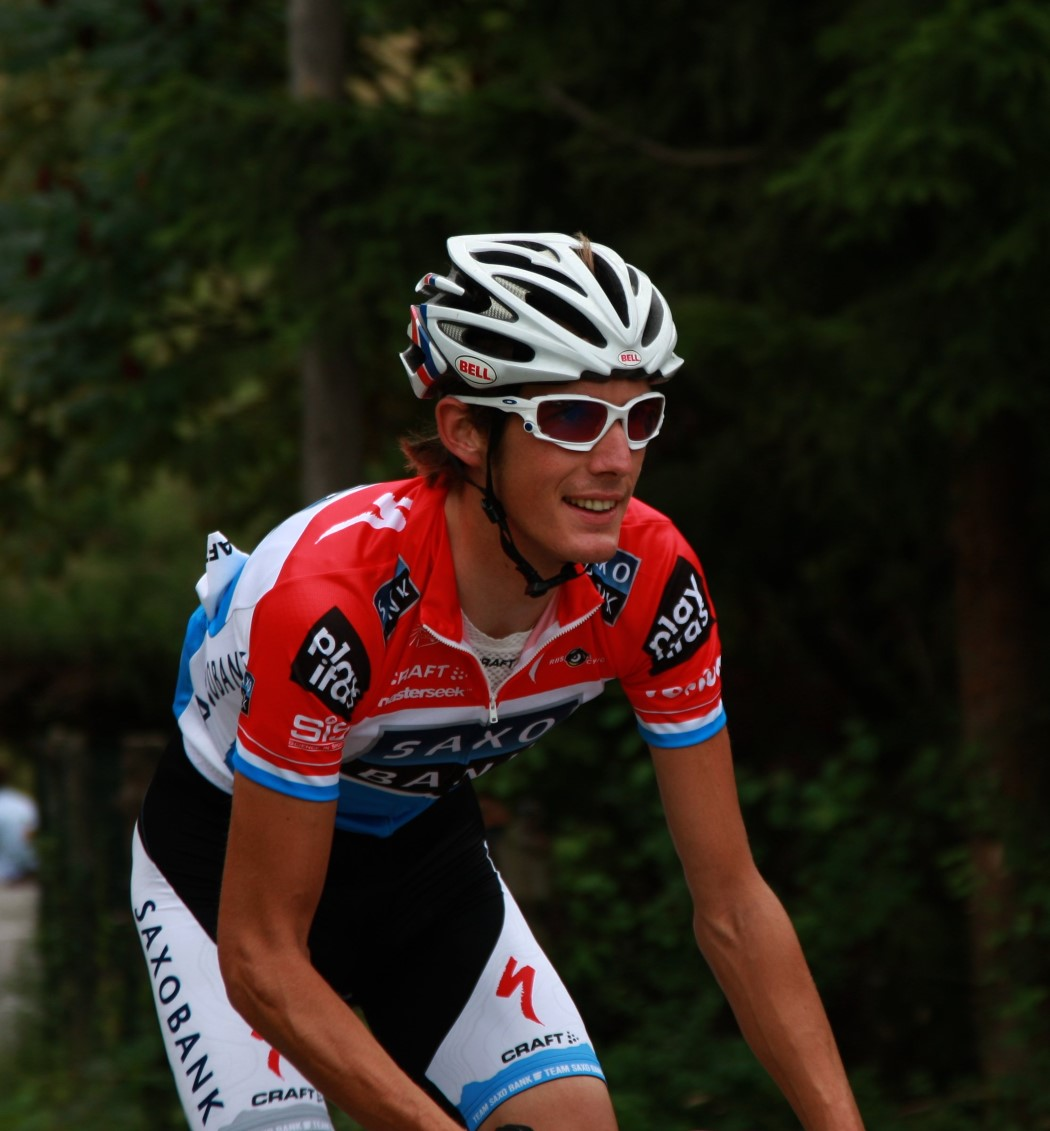
Andy Schleck vêtu de son maillot de champion du Luxembourg lors du Tour de France 2009

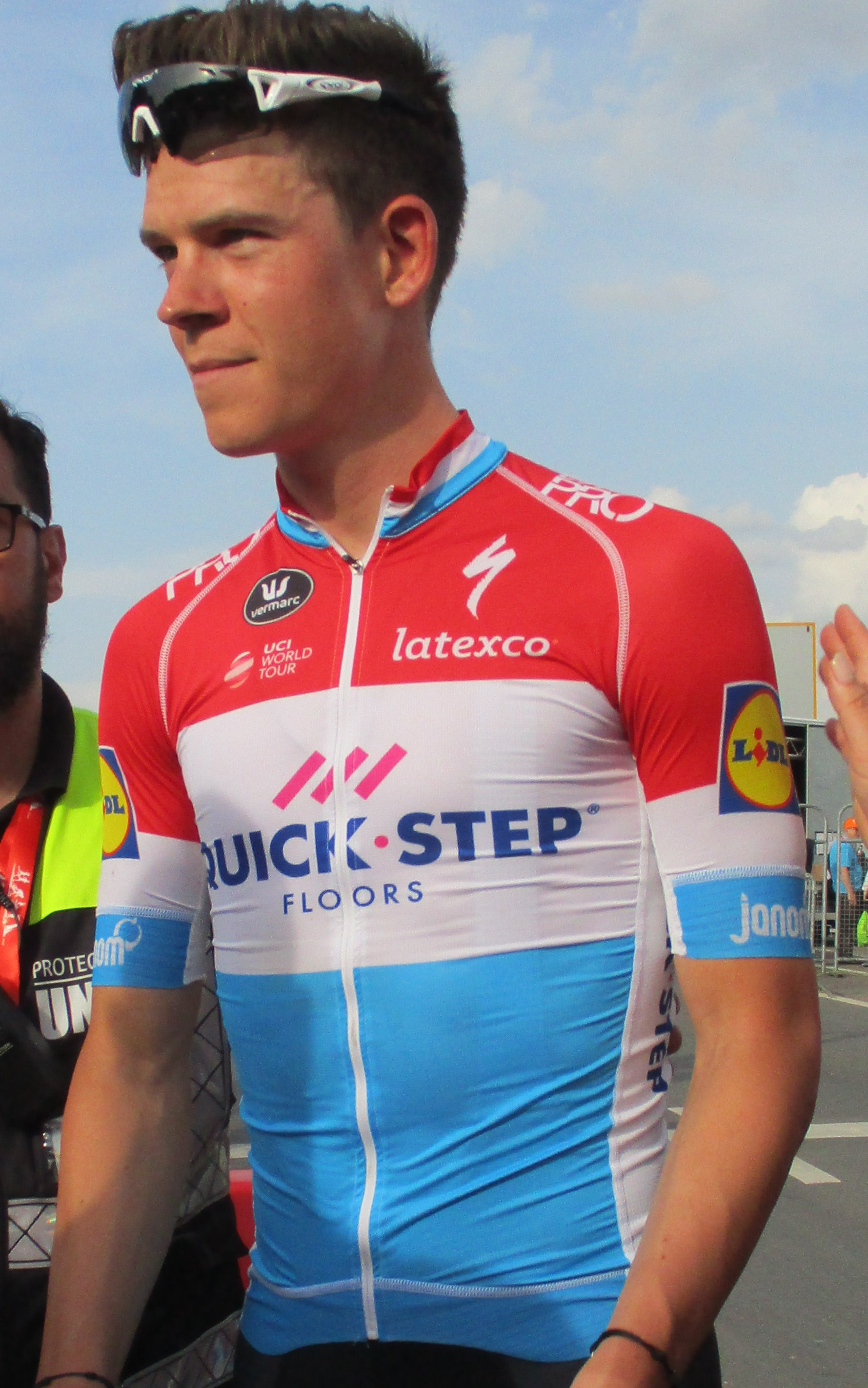
Bob Jungels arborant son maillot de champion du Luxembourg lors de Liège-Bastogne-Liège 2018, qu'il remporte

- 6 : Charly Gaul, Edy Schütz, Bob Jungels
- 5 : Fränk Schleck
- 4 : Roger Gilson, Enzo Mezzapesa, Lucien Didier
- 3 : Marcel Ernzer, Eugène Urbany, Kim Kirchen, Benoît Joachim, Kevin Geniets
- 2 : Arsène Mersch, Mathias Clemens, Jean Goldschmit, Jean Kirchen, Roger Thull, Johny Schleck, Claude Michely, Christian Poos

### Podiums du contre-la-montre
| Année | Vainqueur       | Deuxième           | Troisième          |
| ----- | --------------- | ------------------ | ------------------ |
| 1999  | Christian Poos  | Benoît Joachim     | Steve Fogen        |
| 2000  | Steve Fogen     | Kim Kirchen        | Fränk Schleck      |
| 2001  | Marc Vanacker   | Kim Kirchen        | Vincenzo Centrone  |
| 2002  | Christian Poos  | Steve Fogen        | Marc Vanacker      |
| 2003  | Christian Poos  | Pascal Triebel     | Marc Vanacker      |
| 2004  | Benoît Joachim  | Pascal Triebel     | Steve Friess       |
| 2005  | Andy Schleck    | Pascal Triebel     | Daniel Bintz       |
| 2006  | Benoît Joachim  | Christian Poos     | Steve Friess       |
| 2007  | Christian Poos  | Andy Schleck       | Laurent Didier     |
| 2008  | Kim Kirchen     | Christian Poos     | Benoît Joachim     |
| 2009  | Kim Kirchen     | Laurent Didier     | Christian Poos     |
| 2010  | Andy Schleck    | Fränk Schleck      | Christian Poos     |
| 2011  | Christian Poos  | Ralph Diseviscourt | Laurent Didier     |
| 2012  | Bob Jungels     | Ben Gastauer       | Ralph Diseviscourt |
| 2013  | Bob Jungels     | Laurent Didier     | Ben Gastauer       |
| 2014  | Laurent Didier  | Bob Jungels        | Alex Kirsch        |
| 2015  | Bob Jungels     | Jempy Drucker      | Laurent Didier     |
| 2016  | Bob Jungels     | Jempy Drucker      | Alex Kirsch        |
| 2017  | Jempy Drucker   | Bob Jungels        | Alex Kirsch        |
| 2018  | Bob Jungels     | Alex Kirsch        | Tom Thill          |
| 2019  | Bob Jungels     | Kevin Geniets      | Tom Wirtgen        |
| 2020  | Bob Jungels     | Alex Kirsch        | Kevin Geniets      |
| 2021  | Kevin Geniets   | Michel Ries        | Alex Kirsch        |
| 2022  | Bob Jungels     | Michel Ries        | Tim Diederich      |
| 2023  | Alex Kirsch     | Arthur Kluckers    | Tom Wirtgen        |
| 2024  | Arthur Kluckers | Michel Ries        | Tom Wirtgen        |
| 2025  | Bob Jungels     | Alex Kirsch        | Arthur Kluckers    |

Multi-titrés
- 9 : Bob Jungels
- 5 : Christian Poos
- 2 : Benoît Joachim, Kim Kirchen, Andy Schleck

## Femmes

### Podiums de la course en ligne
| Année | Vainqueur           | Deuxième            | Troisième           |
| ----- | ------------------- | ------------------- | ------------------- |
| 1959  | Elsy Jacobs         | Cilly Debras        | -                   |
| 1960  | Elsy Jacobs         | Fernande Ludwig     | Irène Gilson        |
| 1961  | Elsy Jacobs         | Fernande Ludwig     | Gisèle Jacob        |
| 1962  | Elsy Jacobs         | Marceline Reinert   | Gisèle Jacob        |
| 1963  | Elsy Jacobs         | Gisèle Jacob        | Fernande Ludwig     |
| 1964  | Elsy Jacobs         | -                   | -                   |
| 1965  | Elsy Jacobs         | Monique Morth       | -                   |
| 1966  | Elsy Jacobs         | Mady Morth          | Monique Morth       |
| 1967  | Elsy Jacobs         | Mady Morth          | -                   |
| 1968  | Elsy Jacobs         | -                   | -                   |
| 1969  | Sylvie Welter       | Marianne Molitor    | -                   |
| 1970  | Elsy Jacobs         | Sylvie Welter       | Irène Engelmann     |
| 1971  | Elsy Jacobs         | Irène Engelmann     | -                   |
| 1972  | Elsy Jacobs         | Irène Engelmann     | Monique Morth       |
| 1973  | Elsy Jacobs         | Irène Engelmann     | -                   |
| 1974  | Elsy Jacobs         | -                   | -                   |
| 1975  |                     |                     |                     |
| 1976  |                     |                     |                     |
| 1977  |                     |                     |                     |
| 1978  |                     |                     |                     |
| 1979  |                     |                     |                     |
| 1980  |                     |                     |                     |
| 1981  |                     |                     |                     |
| 1982  | Simone Steffen      |                     |                     |
| 1983  | Simone Steffen      | Thessy Reding       | Pascale Meysembourg |
| 1984  | Tessi Wolter        | Simone Steffen      | Patricia Neuens     |
| 1985  | Simone Steffen      | Denise Landa        | Patricia Neuens     |
| 1986  | Simone Steffen      | Danielle Linden     | Danielle Konter     |
| 1987  | Danielle Linden     | Sandra Gatti        | Romaine Marbach     |
| 1988  | Tanja Reuland       | Danielle Linden     | Romaine Marbach     |
| 1989  | Tanja Reuland       | Danielle Linden     | Romaine Marbach     |
| 1990  | Tanja Reuland       | Joëlle Witry        | Tania Bettel        |
| 1991  | Tanja Reuland       | Denise Landa        | Tania Bettel        |
| 1992  | Tania Bettel        | Pierrette Klein     | Denise Landa        |
| 1993  | Denise Landa        | Tania Bettel        | Eileen Ronk         |
| 1994  | Myriam Keller       | Suzie Godart        | Denise Landa        |
| 1995  | Myriam Keller       | Suzie Godart        | Nathalie Halle      |
| 1996  | Myriam Keller       | Nora Oliboni        | Tessi Wolter        |
| 1997  | Myriam Keller       | Suzie Godart        | Nora Oliboni        |
| 1998  | Suzie Godart        | Tanja Wintersdorf   | Nathalie Jolink     |
| 1999  | Tanja Wintersdorf   | Nathalie Jolink     | Laurence Kipgen     |
| 2000  | Tanja Wintersdorf   | Suzie Godart        | Lea Schmitt         |
| 2001  | Suzie Godart        | Danielle Lentz      | Isabelle Hoffmann   |
| 2002  | Danielle Lentz      | Isabelle Hoffmann   | Tanja Wintersdorf   |
| 2003  | Isabelle Hoffmann   | Christine Kovelter  | Danielle Lentz      |
| 2004  | Isabelle Hoffmann   | Suzie Godart        | Betty Kinn          |
| 2005  | Nathalie Lamborelle | Isabelle Hoffmann   | Betty Kinn          |
| 2006  | Isabelle Hoffmann   | Anne-Marie Schmitt  | Nathalie Lamborelle |
| 2007  | Suzie Godart        | Anne-Marie Schmitt  | Christine Majerus   |
| 2008  | Nathalie Lamborelle | Christine Majerus   | Suzie Godart        |
| 2009  | Nathalie Lamborelle | Christine Majerus   | Anne-Marie Schmitt  |
| 2010  | Christine Majerus   | Nathalie Lamborelle | Suzie Godart        |
| 2011  | Christine Majerus   | Nathalie Lamborelle | Anne-Marie Schmitt  |
| 2012  | Christine Majerus   | Nathalie Lamborelle | Anne-Marie Schmitt  |
| 2013  | Christine Majerus   | Nathalie Lamborelle | Chantal Hoffmann    |
| 2014  | Christine Majerus   | Chantal Hoffmann    | Carmen Coljon       |
| 2015  | Christine Majerus   | Elise Maes          | Chantal Hoffmann    |
| 2016  | Christine Majerus   | Chantal Hoffmann    | Nathalie Lamborelle |
| 2017  | Christine Majerus   | Elise Maes          | Anne-Sophie Harsch  |
| 2018  | Christine Majerus   | Elise Maes          | Anne-Sophie Harsch  |
| 2019  | Christine Majerus   | Chantal Hoffmann    | Laurence Thill      |
| 2020  | Christine Majerus   | Pia Wiltgen         | Mia Berg            |
| 2021  | Christine Majerus   | Nina Berton         | Marie Schreiber     |
| 2022  | Christine Majerus   | Isabella Klein      |                     |
| 2023  | Christine Majerus   | Nina Berton         | Marie Schreiber     |
| 2024  | Marie Schreiber     | Christine Majerus   | Nina Berton         |
| 2025  | Marie Schreiber     |                     |                     |

Multi-titrées
- 15 : Elsy Jacobs
- 13 : Christine Majerus
- 4 : Simone Steffen, Tanja Reuland, Myriam Keller
- 3 : Isabelle Hoffmann, Suzie Godart, Nathalie Lamborelle
- 2 : Tanja Wintersdorf

### Podiums du contre-la-montre
| Année | Vainqueur          | Deuxième            | Troisième           |
| ----- | ------------------ | ------------------- | ------------------- |
| 2006  | Anne-Marie Schmitt | Isabelle Hoffmann   | Nathalie Lamborelle |
| 2007  | Christine Majerus  | Anne-Marie Schmitt  | Christine Kovelter  |
| 2008  | Christine Majerus  | Nathalie Lamborelle | Anne-Marie Schmitt  |
| 2009  | Christine Majerus  | Anne-Marie Schmitt  | Nathalie Lamborelle |
| 2010  | Christine Majerus  | Anne-Marie Schmitt  | Nathalie Lamborelle |
| 2011  | Christine Majerus  | Anne-Marie Schmitt  | Nathalie Lamborelle |
| 2012  | Christine Majerus  | Anne-Marie Schmitt  | Nathalie Lamborelle |
| 2013  | Christine Majerus  | Nathalie Lamborelle | Chantal Hoffmann    |
| 2014  | Christine Majerus  | Chantal Hoffmann    | Elise Maes          |
| 2015  | Christine Majerus  | Elise Maes          | Chantal Hoffmann    |
| 2016  | Christine Majerus  | Anne-Sophie Harsch  | Elise Maes          |
| 2017  | Christine Majerus  | Elise Maes          | Chantal Hoffmann    |
| 2018  | Christine Majerus  | Anne-Sophie Harsch  | Elise Maes          |
| 2019  | Christine Majerus  | Pia Wiltgen         | Liz Asselborn       |
| 2020  | Christine Majerus  | Claire Faber        | Nina Berton         |
| 2021  | Christine Majerus  | Marie Schreiber     | Nina Berton         |
| 2022  | Christine Majerus  | Nina Berton         | Liv Wenzel          |
| 2023  | Nina Berton        | Christine Majerus   | Marie Schreiber     |
| 2024  | Christine Majerus  | Nina Berton         |                     |
| 2025  | Marie Schreiber    |                     |                     |

Multi-titrées
- 17 : Christine Majerus

## Élites sans contrat Hommes

### Podiums de la course en ligne
| Année | Vainqueur         | Deuxième               | Troisième              |
| ----- | ----------------- | ---------------------- | ---------------------- |
| 2005  | Daniel Bintz      | Jean-Pierre Serafini   | Pascal Triebel         |
| 2006  | Pascal Triebel    | Christian Poos         | Benn Würth             |
| 2007  | Ben Würth         | Pascal Triebel         | Patrick Gressnich (de) |
| 2008  | Tom Flammang      | Steve Fries            | Daniel Bintz           |
| 2009  | Vincenzo Centrone | Patrick Gressnich (de) | Ralph Diseviscourt     |
| 2010  | Tom Wecker        | Olivier Laterza        | Philippe Herman        |
| 2011  | Christian Helmig  | Ralph Diseviscourt     | Ben Würth              |
| 2012  | Christian Helmig  | Tom Flammang           | Pascal Triebel         |
| 2013  | Philippe Faber    | Ben Würth              | Pascal Triebel         |
| 2014  | Philippe Faber    | Pol Weisgerber         | Kevin Kohlvelter       |
| 2015  | Mike Diener       | Benn Würth             | Jérôme Ewen            |
| 2016  | Pol Weisgerber    | Philippe Herman        | Mike Diener            |
| 2017  | Tim Diederich     | Lex Reichling          | Alec Lang              |
| 2018  | Tim Diederich     | Lex Reichling          | Scott Thiltges         |
| 2019  | Tim Diederich     | Lex Reichling          | Pol Weisgerber         |
| 2020  | Mike Diener       | Pol Weisgerber         | Charel Meyers          |
| 2021  | Larry Valvasori   | Tim Diederich          | Mike Diener            |
| 2022  | Ken Conter        | Larry Valvasori        | Tim Diederich          |
| 2023  | Tim Diederich     | Ken Conter             | Noé Ury                |
| 2024  | Arno Wallenborn   | Mats Berns             | Charel Meyers          |
| 2025  | Larry Valvasori   | Tim Diederich          | Charel Meyers          |

Multi-titrés
- 4 : Tim Diederich
- 2 : Larry Valvasori, Christian Helmig, Philippe Faber, Mike Diener

### Podiums du contre-la-montre
| Année | Vainqueur          | Deuxième               | Troisième       |
| ----- | ------------------ | ---------------------- | --------------- |
| 2005  | Pascal Triebel     | Daniel Bintz           | Claude Degano   |
| 2006  | Christian Poos     | Steve Fries            | Pascal Triebel  |
| 2007  | Steve Fries        | Patrick Gressnich (de) | Pascal Triebel  |
| 2008  | Pascal Triebel     | Steve Fries            | Daniel Bintz    |
| 2009  | Ralph Diseviscourt | Pascal Triebel         | Dirk Bockel     |
| 2010  | Ralph Diseviscourt | Steve Fries            | Pascal Triebel  |
| 2011  | Ralph Diseviscourt | Christian Helmig       | Pascal Triebel  |
| 2012  | Ralph Diseviscourt | Christian Helmig       | Pascal Triebel  |
| 2013  | Pascal Triebel     | Ralph Diseviscourt     | Claude Wolter   |
| 2014  | Ralph Diseviscourt | Christian Poos         | Claude Wolter   |
| 2015  | Christian Poos     | Mike Diener            | Tim Diederich   |
| 2016  | Christian Poos     | Tim Diederich          | Mike Diener     |
| 2017  | Tim Diederich      | Ben Philippe           | Paul Mreches    |
| 2018  | Tim Diederich      | Mike Diener            | Ben Philippe    |
| 2019  | Tim Diederich      | Mike Diener            | Pol Weisgerber  |
| 2020  | Tim Diederich      | Mike Diener            | Philippe Schmit |
| 2021  | Tim Diederich      | Larry Valvasori        | Philippe Schmit |
| 2022  | Tim Diederich      | Tom Thill              | Philippe Schmit |
| 2023  | Tim Diederich      | Charel Meyers          | Philippe Schmit |
| 2024  | Tim Diederich      | Charel Meyers          | Philippe Schmit |
| 2025  | Tim Diederich      | Larry Valvasori        | Philippe Schmit |

Multi-titrés
- 9 : Tim Diederich
- 5 : Ralph Diseviscourt
- 3 : Pascal Triebel
- 2 : Christian Poos

## Espoirs Hommes

### Podiums de la course en ligne
| Année | Vainqueur              | Deuxième               | Troisième          |
| ----- | ---------------------- | ---------------------- | ------------------ |
| 2001  | Fränk Schleck          | Marc Schiltz           | Michel Wolter      |
| 2002  | Fränk Schleck          | -                      | -                  |
| 2003  | Ronny Kremer           | Patrick Gressnich (de) | Marc Ernster       |
| 2004  | Andy Schleck           | Benn Würth             | Jacques Dahm       |
| 2005  | Patrick Gressnich (de) | Laurent Didier         | Nick Clesen (lb)   |
| 2006  | Ben Gastauer           | Patrick Gressnich (de) | Joe Kirch          |
| 2007  | Ben Gastauer           | Kim Michely            | Nico Shinker       |
| 2008  | Cyrille Heymans        | Kim Michely            | Jempy Drucker      |
| 2009  | Ben Gastauer           | Tom Kohn               | Tom Pleger         |
| 2010  | Joël Zangerlé          | Tom Kohn               | Ivo Lux            |
| 2011  | Bob Jungels            | Tom Thill              | Pit Schlechter     |
| 2012  | Alex Kirsch            | Bob Jungels            | Pit Schlechter     |
| 2013  | Alex Kirsch            | Kevin Feiereisen       | Massimo Morabito   |
| 2014  | Alex Kirsch            | Kevin Feiereisen       | Luc Turchi         |
| 2015  | Tom Wirtgen            | Luc Turchi             | Larry Valvasori    |
| 2016  | Kevin Geniets          | Jan Petelin            | Tiago Da Silva     |
| 2017  | Ivan Centrone          | Jan Petelin            | Tom Wirtgen        |
| 2018  | Pit Leyder             | Luc Wirtgen            | Colin Heiderscheid |
| 2019  | Ken Conter             | Misch Leyder           | Arthur Kluckers    |
| 2020  | Pas de course          | Pas de course          | Pas de course      |
| 2021  | Arthur Kluckers        | Cédric Pries           | Tom Paquet         |
| 2022  | Loïc Bettendorff       | Arthur Kluckers        | Mats Wenzel        |
| 2023  | Loïc Bettendorff       | Mathieu Kockelmann     | Mats Wenzel        |
| 2024  | Mats Wenzel            | Arno Wallenborn        | Alexandre Kess     |
| 2025  | Arno Wallenborn        | Noé Ury                |                    |

Multi-titrés
- 3 : Ben Gastauer, Alex Kirsch
- 2 : Fränk Schleck, Loïc Bettendorff

### Podiums du contre-la-montre
| Année | Vainqueur          | Deuxième           | Troisième          |
| ----- | ------------------ | ------------------ | ------------------ |
| 2001  | Steve Fogen        | Fränk Schleck      | Gusty Bausch       |
| 2002  | Fränk Schleck      | -                  | -                  |
| 2003  | Ronny Kremer       | Joe Kirch          | Marc Ernster       |
| 2004  | Andy Schleck       | Claude Wolter      | Benn Würth         |
| 2005  | Laurent Didier     | Nick Clesen (lb)   | Joe Kirch          |
| 2006  | Nick Clesen (lb)   | David Battestini   | Ben Gastauer       |
| 2007  | Kim Michely        | Ben Gastauer       | Cyrille Heymans    |
| 2008  | Ben Gastauer       | Kim Michely        | Tom Kohn           |
| 2009  | Ben Gastauer       | Tom Thill          | Pit Schlechter     |
| 2010  | Tom Thill          | Tom Kohn           | Ivo Lux            |
| 2011  | Bob Jungels        | Tom Thill          | Pit Schlechter     |
| 2012  | Bob Jungels        | Pit Schlechter     | Tom Thill          |
| 2013  | Alex Kirsch        | Mike Diener        | Massimo Morabito   |
| 2014  | Alex Kirsch        | Luc Turchi         | Kevin Feiereisen   |
| 2015  | Tom Wirtgen        | Luc Turchi         | Larry Valvasori    |
| 2016  | Kevin Geniets      | Luc Turchi         | Jan Petelin        |
| 2017  | Tom Wirtgen        | Michel Ries        | Ivan Centrone      |
| 2018  | Tom Wirtgen        | Pit Leyder         | Michel Ries        |
| 2019  | Kevin Geniets      | Raphaël Kockelmann | Pit Leyder         |
| 2020  | Michel Ries        | Raphaël Kockelmann | Arthur Kluckers    |
| 2021  | Arthur Kluckers    | Loïc Bettendorff   | Raphaël Kockelmann |
| 2022  | Arthur Kluckers    | Mats Wenzel        | Loïc Bettendorff   |
| 2023  | Mathieu Kockelmann | Mats Wenzel        | Arno Wallenborn    |
| 2024  | Mats Wenzel        | Mathieu Kockelmann | Arno Wallenborn    |
| 2025  | Mathieu Kockelmann | Arno Wallenborn    | Alexandre Kess     |

Multi-titrés
- 3 : Tom Wirtgen
- 2 : Ben Gastauer, Alex Kirsch, Kevin Geniets, Arthur Kluckers

## Juniors Hommes

### Podiums de la course en ligne
| Année | Vainqueur             | Deuxième                | Troisième           |
| ----- | --------------------- | ----------------------- | ------------------- |
| 1925  | Jean Weynandt         | Eugène Becker           | Michel Paoluzzi     |
| 1926  | Charles Krier (lb)    | -                       | -                   |
| 1929  | Marcel Pesch          | Ferdinand Haeck         | Josy Pohl           |
| 1930  | Léon Fournelle        | Émile Engelmann         | J.B. Schmitz        |
| 1931  | Ferdinand Hein        | Émile Engelmann         | Pierre Duprel       |
| 1932  | Arnold Schaack        | Pierre Duprel           | Ferdinand Hein      |
| 1933  | Josy Mersch           | Marcel Schneider        | Aloyse Klensch      |
| 1934  | Jean Majerus          | Henri Grethen           | Marcel Schneider    |
| 1935  | Jean Majerus          | Jacques Majerus (en)    | Aloyse Klensch      |
| 1936  | Aloyse Klensch        | Christophe Didier       | Paul Oth            |
| 1937  | Christophe Didier     | Paul Oth                | Antoine Toussaint   |
| 1938  | Jacques Eckert        | Grégoire Leisen         | Louis Hegermann     |
| 1939  | Joseph Bintener       | Émile Weber             | Jean Igel (lb)      |
| 1940  | Émile Weber           | Roger Meyers            | Auguste Dock        |
| 1945  | Marcel Poiré          | Marcel Wang (lb)        | Jean Goldschmit     |
| 1946  | Pitty Scheer (lb)     | Willy Kemp              | -                   |
| 1950  | Robert Shoder         | Ernest Hoffmann         | Roger Ludwig (lb)   |
| 1951  | Jean Georges          | Marcel Linckels         | Armand Zuné         |
| 1952  | Lucien Lucas          | Émile Penning           | Jacques Zeyen       |
| 1953  | Gaston Dumont (en)    | Roger Martin            | Pierre Speicher     |
| 1963  | Jean-Marie Alfonsetti | Nicolas Mackel          | Émile Lamberty      |
| 1964  | Johny Back            | Edy Carier              | Nico Folschette     |
| 1965  | Roger Gilson          | Lucien Shilling         | René Barthels       |
| 1966  | Mathias Petesch       | Erny Kemmer             | Claude Mersch       |
| 1967  | Mathias Petesch       | Adrien Betz             | Claude Feltz        |
| 1968  | Lucien Didier         | Marcel Thull            | Nico Neyer          |
| 1969  | Romain Wack           | Nico Neyer              | Marcel Thull        |
| 1970  | Nico Neyer            | Raymond Uhres           | Agilof Schweich     |
| 1971  | Léon Rischard         | Nico Mousel             | Armand Weber        |
| 1972  | Léon Rischard         | Léon Gilson             | Armand Weber        |
| 1973  | Nico Bidinger         | Victor Weber            | Jean-Marie Zahles   |
| 1974  | Romain Hilger         | Eugène Urbany           | Nico Ney (lb)       |
| 1975  | Nico Ney (lb)         | Eugène Urbany           | Fernand Reiter      |
| 1976  | Guy Greis             | Eugène Urbany           | Pierre Éverard      |
| 1977  | Guy Greis             | Claude Michely          | Marco Miltgen       |
| 1978  | Claude Michely        | Conny Neiertz (lb)      | René Massard        |
| 1979  | Jempy Drucker         | Roland André            | Enzo Mezzapesa      |
| 1980  | Guy Hoffmann          | -                       | Jean-Pierre Schirtz |
| 1981  | Garry Speicher        | Erny Ernst              | Gilbert Feltz       |
| 1982  | Pierre Johanns        | Henri Schnadt           | Marcel Jenal        |
| 1983  | Henri Schnadt         | Alex Feltz              | Pierre Johanns      |
| 1984  | Olivier Triebel       | Christian Kauffmann     | Steve Thull         |
| 1985  | Christian Elsen       | Olivier Triebel         | Pierre Ries         |
| 1986  | Claude Werer          | Pierre Ries             | Pascal Meyers       |
| 1987  | Paul Ecker            | Tom Lanter              | Pascal Meyers       |
| 1988  | Aly Weber             | Benny Schaack           | Roger Bonifaci      |
| 1989  | Steve Rinnen          | Cyril Barthels          | Thierry Majerus     |
| 1990  | Cyril Barthels        | Jeff Vereckt            | Yves Kettmann       |
| 1991  | Luc Nothum            | Marc Leyder             | Marco Engelmann     |
| 1992  | Marc Leyder           | Philippe Sonnhalter     | Marco Engelmann     |
| 1993  | Benoît Joachim        | Steve Manacker          | Marc Manacker       |
| 1994  | Christian Poos        | Benoît Joachim          | Claude Entringer    |
| 1995  | Christian Poos        | Claude Entringer        | Kim Kirchen         |
| 1996  | Kim Kirchen           | Christian Theis         | Max Becker          |
| 1997  | Fränk Schleck         | Christian Theis         | Marc Dumont         |
| 1998  | Fränk Schleck         | Michel Wolter           | Paul Majerus        |
| 1999  | Marc Shiltz           | Oliver Paderhuber       | Luc Margreve        |
| 2000  | Benn Würth            | Marc Ernster            | Ronny Kremer        |
| 2001  | Claude Wolter         | Marc Ernster            | Laurent Didier      |
| 2002  | Andy Schleck          | Gilles Hendel           | Joe Kirch           |
| 2003  | Andy Schleck          | Jempy Drucker           | Robert Schmitt      |
| 2004  | Robert Schmitt        | Cyrille Heymans         | Nick Clesen (lb)    |
| 2005  | Ben Gastauer          | Tom Wecker              | Nico Schinker       |
| 2006  | Tom Kohn              | Ivo Lux                 | Joël Zangerlé       |
| 2007  | Pit Schlechter        | Yann Lanco              | Tom Thill           |
| 2008  | Christophe Fanck      | Vincent Dias Dos Santos | Tom Schanen         |
| 2009  | Bob Jungels           | Christophe Fanck        | Alex Kirsch         |
| 2010  | Bob Jungels           | Alex Kirsch             | Jérôme Theis        |
| 2011  | Gilles Heymes         | Antoine Mores           | Dan Mangers         |
| 2012  | Christophe Braun      | David Klein             | Michel Hübsch       |
| 2013  | Tom Wirtgen           | Luc Turchi              | David Klein         |
| 2014  | Tom Wirtgen           | Tom Rees                | Ken Muller          |
| 2015  | Colin Heiderscheid    | Noah Fries              | Pit Leyder          |
| 2016  | Michel Ries           | Ken Conter              | Misch Leyder        |
| 2017  | Ken Conter            | Rick Stemper            | Félix Schreiber     |
| 2018  | Nicolas Kess          | Arthur Kluckers         | Gilles Kirsch       |
| 2019  | Loïc Bettendorff      | Tom Paquet              | Mats Wenzel         |
| 2020  | Tom Paquet            | Jérôme Jentgen          | Gilles Miny         |
| 2021  | Mathieu Kockelmann    | Arno Wallenborn         | Noé Ury             |
| 2022  | Mil Morang            | Mathieu Kockelmann      | Mats Berns          |
| 2023  | Olivier Korva         | Noa Berton              | Fynn Ury            |
| 2024  | Arnaud Noirhomme      | Lenn Schmitz            | Flavio Astolfi      |
| 2025  | Lenn Schmitz          | Jonah Flammang-Lies     | Lennox Papi         |

Multi-titrés
- 2 : Tom Wirtgen, Bob Jungels, Andy Schleck, Christian Poos, Jean Majerus, Mathias Petesch, Léon Rischard, Guy Greis

### Podiums du contre-la-montre
| Année | Vainqueur           | Deuxième           | Troisième              |
| ----- | ------------------- | ------------------ | ---------------------- |
| 2000  | Richard Mailliet    | Benn Würth         | Marc Ernster           |
| 2001  | Ronny Kremer        | Claude Wolter      | Marc Ernster           |
| 2002  | Andy Schleck        | Joe Kirch          | Laurent Didier         |
| 2003  | Andy Schleck        | Jempy Drucker      | Nick Clesen (lb)       |
| 2004  | Nick Clesen (lb)    | Robert Schmitt     | Ben Gastauer           |
| 2005  | Ben Gastauer        | David Battestini   | Joël Zangerlé          |
| 2006  | Ivo Lux             | Tom Kohn           | Yannick Stoltz         |
| 2007  | Tom Thill           | Tom Kohn           | Pit Schlechter         |
| 2008  | Tom Thill           | Pit Schlechter     | Christophe Franck      |
| 2009  | Bob Jungels         | Christophe Fanck   | Alex Kirsch            |
| 2010  | Bob Jungels         | Alex Kirsch        | Gilles Heymes          |
| 2011  | Antoine Mores       | Gilles Heymes      | Yannick Rausch         |
| 2012  | David Klein         | Max Biewer         | Lex Losch              |
| 2013  | Tom Wirtgen         | David Klein        | Max Biewer             |
| 2014  | Tom Wirtgen         | Kevin Geniets      | Ken Muller             |
| 2015  | Kevin Geniets       | Michel Ries        | Pit Leyder             |
| 2016  | Michel Ries         | Raphaël Kockelmann | Tristan Parrotta       |
| 2017  | Arthur Kluckers     | Raphaël Kockelmann | Misch Leyder           |
| 2018  | Arthur Kluckers     | Loïc Bettendorff   | Gilles Kirsch          |
| 2019  | Loïc Bettendorff    | Pablo Blatt        | Rafael Pereira Marques |
| 2020  | Mats Wenzel         | Jérôme Jentgen     | Tom Paquet             |
| 2021  | Noé Ury             | Alexandre Kess     | Arno Wallenborn        |
| 2022  | Mathieu Kockelmann  | Mil Morang         | Mats Berns             |
| 2023  | Mats Berns          | Fynn Ury           | Alex Kerrens           |
| 2024  | Jonah Flammang-Lies | Rick Meylender     | David Loschetter       |
| 2025  | Flavio Astolfi      | Lenn Schmitz       | Lennox Papi            |

Multi-titrés
- 2 : Arthur Kluckers, Tom Wirtgen, Tom Thill, Andy Schleck

## Débutants Hommes

### Podiums de la course en ligne
| Année | Vainqueur          | Deuxième           | Troisième             |
| ----- | ------------------ | ------------------ | --------------------- |
| 1925  | -                  | Nicolas Frantz     | -                     |
| 1926  | -                  | Josy Kraus         | -                     |
| 1929  | Jean Fisch         | -                  | -                     |
| 1930  | Ferdinand Hein     | -                  | -                     |
| 1932  | Arsène Mersch      | -                  | Aloyse Faber          |
| 1937  | -                  | -                  | Alfred Kohner         |
| 1940  | Henri Ackermann    | -                  | -                     |
| 1945  | -                  | Marcel Ernzer      | Josy Didier           |
| 1946  | Lucien Gillen      | -                  | -                     |
| 1949  | Hubert Bintner     | -                  | -                     |
| 1950  | Jeannot Kayser     | -                  | -                     |
| 1951  | Norbert Kirscht    | -                  | -                     |
| 1953  | Marcel Lautwein    | Louis Grisius (de) | -                     |
| 1955  | Raymond Kramp      | -                  | -                     |
| 1956  | -                  | Roger Thull        | Maurice Gilson        |
| 1957  | Roger Thull        | -                  | -                     |
| 1961  | -                  | -                  | René Birden           |
| 1962  | Aloyse Eischen     | -                  | Albert Kirchen        |
| 1964  | -                  | -                  | Eugène Kraus          |
| 1965  | Erny Kirchen       | -                  | -                     |
| 1967  | -                  | Carlo Laschette    | -                     |
| 1970  | Léon Gilson        | -                  | -                     |
| 1971  | Lucien Gilson      | -                  | Nico Bidinger         |
| 1973  | Romain Hilger (de) | -                  | -                     |
| 1974  | -                  | Philippe Bidinger  | Miguel Hoffmann       |
| 1975  | Guy Greis          | Philippe Bidinger  | -                     |
| 1978  | Guy Hoffmann       | Jempy Drucker sr.  | -                     |
| 1979  | Jempy Drucker sr.  | Jean Feinen        | Nico Binsfeld         |
| 1980  | Emy Ernst          | -                  | -                     |
| 1982  | -                  | -                  | Pierre Gaul           |
| 1983  | -                  | Christian Elsen    | -                     |
| 1985  | -                  | Daniel Bertacco    | -                     |
| 1988  | -                  | -                  | Marco Kohl            |
| 1990  | -                  | -                  | Luc Klensch           |
| 1991  | Benoît Joachim     | -                  | -                     |
| 1992  | Benoît Joachim     | -                  | -                     |
| 1993  | -                  | Ramon Da Silva     | Max Becker            |
| 1994  | Max Becker         | Kim Kirchen        | -                     |
| 1995  | Fränk Schleck      | -                  | Steve Fogen           |
| 1996  | Fränk Schleck      | -                  | -                     |
| 1997  | Alexandre Jung     | -                  | -                     |
| 1998  | Marc Ernster       | Ben Würth          | Richard Mailliet      |
| 1999  | Ronny Kremer       | Marc Ernster       | Bob Schoos            |
| 2000  | Joe Kirch          | Andy Schleck       | Laurent Didier        |
| 2001  | Andy Schleck       | Ray Reuter         | Jempy Drucker         |
| 2002  | Jempy Drucker      | Nico Schinker      | Nick Clesen           |
| 2003  | Yannick Stoltz     | Max Kessler        | Nico Schinker         |
| 2004  | Yannick Stoltz     | David Schloesser   | Kim Michely           |
| 2005  | Laurent Sadeler    | Jacky Buijk        | Max Michely           |
| 2006  | Gilles Lamesh      | Tom Thill          | Laurent Sadeler       |
| 2007  | Tom Schanen        | Bob Jungels        | Max Michely           |
| 2008  | Alex Kirsch        | Bob Jungels        | Kevin Feiereisen      |
| 2009  | Jimmy Reinert      | Max Losch          | Richard Della Schiava |
| 2010  | Ken Boltz          | Steve Redlinger    | Andrea Leoni          |
| 2011  | Max Biewer         | Éric Gleis         | David Klein           |
| 2012  | Tom Wirtgen        | Ken Muller         | Kevin Geniets         |
| 2013  | Kevin Geniets      | Philippe Sunnen    | Colin Heiderscheid    |
| 2014  | Michel Ries        | Tristan Parrotta   | Ken Conter            |
| 2015  | Rik Karier         | Tristan Parrotta   | Ken Conter            |
| 2016  | Arthur Kluckers    | Cédric Pries       | Gilles Kirsch         |
| 2017  | Jang Leyder        | Loïc Bettendorff   | Jordi Wagner          |
| 2018  | Jérôme Jentgen     | Gilles Miny        | Charles Dax           |
| 2019  | Charel Dax         | Alexandre Kess     | Noé Ury               |
| 2020  | Noa Berton         | Nik Gremling       | Mats Berns            |
| 2021  | Oliver Korva       | David Lang         | Fynn Uri              |
| 2022  | Rick Meylender     | Flavio Astolfi     | David Loschetter      |
| 2023  | Yanis Molter       | Dave Cichy         | Ben Koenig            |
| 2024  | Maximilien Outlet  | Loris Morbé        | Dawson Fehlen Pereira |

Multi-titrés
- 2 : Fränk Schleck, Benoît Joachim, Yannick Stoltz

### Podiums du contre-la-montre
| Année | Vainqueur          | Deuxième              | Troisième           |
| ----- | ------------------ | --------------------- | ------------------- |
| 2014  | Tristan Parrotta   | Michel Ries           | Ken Conter          |
| 2015  | Tristan Parrotta   | Raphaël Kockelmann    | Misch Leyder        |
| 2020  | Mathieu Kockelmann | Niels Michotte        | Nik Gremling        |
| 2021  | Mats Bern          | David Lang            | Jimmy Kiesgen       |
| 2022  | David Loschetter   | Rick Meylender        | Jonah Flammang-Lies |
| 2023  | Flavio Astolfi     | David Loschetter      | Jonah Flammang-Lies |
| 2024  | Maximilien Outlet  | Dawson Fehlen Pereira | Loïc Gouveia        |

Multi-titrés
- 2 : Tristan Parrotta

## Cadets Hommes
| Année | Vainqueur           | Deuxième               | Troisième          |
| ----- | ------------------- | ---------------------- | ------------------ |
| 1938  | -                   | René Biver             | -                  |
| 1940  | J.-P. Bintener      | -                      | -                  |
| 1945  | Georges Krier       | Johny Goedert          | Henri Kieffer      |
| 1946  | Johny Goedert       | -                      | -                  |
| 1947  | -                   | Jempy Kayser           | -                  |
| 1954  | -                   | -                      | Georges Krecké     |
| 1958  | -                   | -                      | André Laux         |
| 1959  | André Laux          | -                      | -                  |
| 1960  | Jean Didier         | -                      | -                  |
| 1961  | -                   | Aloyse Eischen         | Fernand Gilson     |
| 1963  | -                   | Jean Becker            | Michel Klein       |
| 1990  | Max Becker          | -                      | -                  |
| 1991  | Max Becker          | -                      | -                  |
| 1992  | -                   | -                      | Kim Kirchen        |
| 1993  | Daniel Bettel       | -                      | -                  |
| 1995  | Lucien Kirch        | -                      | -                  |
| 1996  | -                   | Ronny Kremer           | -                  |
| 1997  | Ronny Kremer        | Marc Ernster           |                    |
| 1998  | Michel Weimerskirch | Joe Kirch              | Gilles Hendel      |
| 1999  | Cyrille Heymans     | Serge Flick            | Jempy Drucker      |
| 2000  | Cyrille Heymans     | Serge Flick            | Jempy Drucker      |
| 2001  | Nico Schinker       | Sven Flick             | Georges Valentiny  |
| 2002  | Yannick Stoltz      | David Schloesser       | Kim Michely        |
| 2003  | Tom Thill           | Pierre Weimerskirch    | Philippe Hutmacher |
| 2004  | Gilles Lamesch      | Tom Thill              | Tom Hengen         |
| 2005  | Laurent Sadeler     | Jacky Buijk            | Max Michely        |
| 2006  | Kevin Feiereisen    | Bob Jungels            | Alex Kirsch        |
| 2007  | Jimmy Reinert       | Max Losch              | Andrea Leoni       |
| 2008  | Dan Mangers         | Andrea Leoni           | Ken Boltz          |
| 2009  | Ken Muller          | Tom Wirtgen            | Chris Leesch       |
| 2010  | Ken Muller          | Tom Wirtgen            | Luc Weber          |
| 2011  | Tom Rees            | Kevin Geniets          | Philip Sunnen      |
| 2012  | Colin Heiderscheid  | Tristan Parrotta       | Luc Wirtgen        |
| 2013  | Félix Schreiber     | Tristan Parrotta       | Ken Conter         |
| 2014  | Nicolas Kess        | Yannick-Ben Otten      | Jordi Wagner       |
| 2015  | Jordi Wagner        | Yannick-Ben Otten      | Loïc Bettendorff   |
| 2016  | Charel Dax          | Thierry Majerus        | Jérôme Jentgen     |
| 2017  | Charel Dax          | Alexandre Kess         | Max Gilles         |
| 2018  | Mathieu Kockelmann  | Matteo Giampaolo       | Mil Morang         |
| 2019  | Noa Berton          | Jonathan Kalweit       | David Lang         |
| 2020  | Rick Meylender      | Théo Da Costa Passetti | Yannis Lang        |
| 2021  | Flavio Astolfi      | Arnaud Noirhomme       | David Loschetter   |
| 2022  | Yanis Molter        | Kylie Bintz            | Dave Cichy         |
| 2023  | Yanis Molter        | Dave Cichy             | Ben Koenig         |
| 2024  | Lorenzo Astolfi     | Leo Marc Lanners       | Yannis Elsen       |

Multi-titrés
- 2 : Cyrille Heymans, Max Becker, Charel Dax, Yanis Molter, Ken Muller

## Minimes Hommes
| Année | Vainqueur           | Deuxième            | Troisième               |
| ----- | ------------------- | ------------------- | ----------------------- |
| 1963  | Raymond Hengen      | -                   | -                       |
| 1996  | -                   | Jeff Flammang       | Gilles Hendel           |
| 1997  | Andy Schleck        | Jeff Flammang       | Cyrille Heymans         |
| 1998  | Cyrille Heymans     | Serge Flick         | Jempy Drucker           |
| 1999  | Ivo Lux             | Den Hutmacher       | Nico Schinker           |
| 2000  | Ivo Lux             | Pierre Weimerskirch | Kim Michely             |
| 2001  | Pierre Weimerskirch | Tom Thill           | Tom Kohn                |
| 2002  | Tom Thill           | Gilles Lamesch      | Christian Streng        |
| 2003  | Olivier Wies        | Bob Jungels         | Jacky Buijk             |
| 2004  | Alex Kirsch         | Jimmy Reinert       | Bob Jungels             |
| 2005  | Jimmy Reinert       | Tom Schwarmes       | Pierre Lux              |
| 2006  | Andrea Leoni        | Ken Boltz           | -                       |
| 2007  | Luc Quintus         | Luc Wirtgen         | Ken Muller              |
| 2008  | Ken Muller          | Luc Weber           | Tom Wirtgen             |
| 2009  | Philip Sunnen       | Kevin Geniets       | Tom Rees                |
| 2010  | Colin Heiderscheid  | Fabien Andriolo     | Max Bäcker              |
| 2011  | Tristan Parrotta    | Alexandre Kohnen    | Félix Schreiber         |
| 2012  | Nicolas Kess        | Arthur Kluckers     | Gregory Jeromito        |
| 2013  | Yannick-Ben Otten   | Philippe Fey        | Pablo Blatt             |
| 2014  | Philippe Leyder     | Thierry Majerus     | Gilles Kirsch           |
| 2015  | Max Gilles          | Mil Morang          | Olivier Kirsch          |
| 2016  | Mathieu Kockelmann  | Kim Bintz           | Mil Morang              |
| 2017  | Jonathan Kalweit    | Noa Berton          | Fynn Ury                |
| 2018  | Rick Meylender      | Nicolas Seyler      | Lenn Schmitz            |
| 2019  | Lenn Schmitz        | Wayne Roden         | Yannis Lang             |
| 2020  | Matt Esser          | Will Gremling       | Ben Koenig              |
| 2021  | Matt Esser          | Ben Koenig          | Ben Fleming             |
| 2022  | Lorenzo Astolfi     | Yannis Elsen        | Manu Kohl               |
| 2023  | Lorenzo Astolfi     | Ben Schmitt         | Yannis Elsen            |
| 2024  | Alessio Ghirelli    | Léon Seil           | Marius Bjunes Johansson |

Multi-titrés
- 2 : Lorenzo Astolfi, Matt Esser, Ivo Lux

## Masters Hommes

### Podiums de la course en ligne
| Année | Vainqueur      | Deuxième      | Troisième       |
| ----- | -------------- | ------------- | --------------- |
| 1998  | Théo Hutmacher | Henri Kohnen  | Roland Schmit   |
| 1999  | Théo Hutmacher | Pit Éverard   | Henri Kohnen    |
| 2000  | Théo Hutmacher | Henri Kohnen  | Jacques Wirtz   |
| 2001  | Enzo Mezzapesa | Pascal Kess   | Roger Kruse     |
| 2002  | Enzo Mezzapesa | Roland Schmit | Jacques Wirtz   |
| 2008  | Théo Hutmacher | -             | -               |
| 2017  | Christian Poos | Pascal Ley    | Sergio Prado    |
| 2018  | Jean Vanek     | Paul Bentner  | Manuel Micolino |
| 2020  | Steve Fries    | Dany Papi     | Cyril Barthels  |
| 2021  | Steve Fries    | Pascal Maquet | Manuel Micolino |
| 2022  | Steve Fries    | Pascal Maquet | Pascal Triebel  |

### Podiums du contre-la-montre
| Année | Vainqueur      | Deuxième         | Troisième        |
| ----- | -------------- | ---------------- | ---------------- |
| 2017  | Christian Poos | Daniel Bintz     | Olivier Zirnheld |
| 2018  | Steve Moog     | Pascal Ley       | Jean Vanek       |
| 2020  | Franck Sertic  | Olivier Zirnheld | Steve Fries      |
| 2021  | Franck Sertic  | Steve Fries      | Marc Scheller    |
| 2022  | Serge Bertemes | Lucien Kirch     | Dany Papi        |

## Anciens championnats

### Amateurs Hommes
| Année     | Vainqueur                | Deuxième              | Troisième             |
| --------- | ------------------------ | --------------------- | --------------------- |
| 1917      | Félix Melchior           | Nicolas Reuter        | Pierre Kellner        |
| 1918      | Félix Melchior           | -                     | -                     |
| 1919      | Nicolas Wagner           | Dominique Kleer       | Félix Melchior        |
| 1920      | Michel Lamesch           | Charles Draut         | Jean Hengen           |
| 1921      | Albert Renard            | Nicolas Frantz        | Édouard Girres        |
| 1922      | Jean-Pierre Mohrbach     | José Martin           | Alphonse Guillon      |
| 1923      | Nicolas Engel            | Georges Schiltz (en)  | Alphonse Friedrich    |
| 1924      | Nic Rausch (en)          | Nicolas Girres        | Norbert Huss          |
| 1925      | Nicolas Girres           | Olinger               | -                     |
| 1926      | Josy Moes                | -                     | -                     |
| 1927      | Jean Alfonsetti (en)     | Nicolas Haeck         | Ferd Haeck            |
| 1928      | Jean-Pierre Muller       | Norbert Sinner (en)   | Jean Alfonsetti (en)  |
| 1929      | Jean-Pierre Beffort      | -                     | -                     |
| 1930      | Jean-Pierre Beffort      | -                     | -                     |
| 1931      | Jean-Pierre Beffort      | Demy Weber            | -                     |
| 1932      | Demy Weber               | Théo Hilbert          | -                     |
| 1933      | Albert Schreiber         | -                     | -                     |
| 1934      | Arsène Mersch            | -                     | -                     |
| 1935      | Christophe Didier        | -                     | -                     |
| 1936      | Paul Frantz              | François Neuens       | -                     |
| 1939      | Joseph Bintener          | -                     | -                     |
| 1940-1945 | Pas organisé             | Pas organisé          | Pas organisé          |
| 1946      | René Biver               | Nicolas Simon         | -                     |
| 1947      | André Hoffmann           | Henri Kiss            | Pitty Scheer (lb)     |
| 1948      | Robert Bintz             | Josy Polfer           | Marcel Ernzer         |
| 1949      | Robert Bintz             | Henri Kellen          | Johny Goedert         |
| 1950      | Robert Bintz             | Josy Polfer           | Josy Lamesch          |
| 1951      | Jeannot Kayser           | André Hoffmann        | Pitty Scheer (lb)     |
| 1952      | Jean-Pierre Schmitz      | François Gelhausen    | Edy Hein              |
| 1953      | Fernand Dichter          | André Moes (lb)       | François Gelhausen    |
| 1954      | Théo Simon               | Raymond Jacobs        | Julien Roller         |
| 1955      | Gaston Dumont (lb)       | Edmond Jacobs         | Camille Jost          |
| 1956      | Théo Schreiber           | Théo Simon            | Gaston Dumont (lb)    |
| 1957      | Raymond Kramp            | Norbert Jeblick       | Gaston Dumont (lb)    |
| 1958      | Louis Grisius (de)       | Camille Jost          | Théo Simon            |
| 1959      | Louis Grisius (de)       | Raymond Bley          | Jean-Pierre Mahnen    |
| 1960      | Roger Thull              | René Andring (lb)     | Raymond Bley          |
| 1961      | Roby Hentges (en)        | Robert Houdremont     | Edy Schutz            |
| 1962      | Roby Hentges (en)        | René Andring (lb)     | Jean-Pierre Mahnen    |
| 1963      | Louis Grisius (de)       | Edy Schutz            | Nello Bonifaci        |
| 1964      | Louis Grisius (de)       | Edy Schutz            | René Birden           |
| 1965      | Dominique Zago (de)      | Norbert Fischer       | René Birden           |
| 1966      | Dominique Zago (de)      | Johny Back (de)       | Roger Gilson          |
| 1967      | Nico Langehegermann (lb) | Valère Langehegermann | Robert Treis (lb)     |
| 1968      | Johny Back (de)          | Roger Gilson          | Valère Langehegermann |
| 1969      | Johny Back (de)          | Erny Kirchen          | Valère Langehegermann |
| 1970      | Valère Langehegermann    | Edy Carier            | Lucien Schilling      |
| 1971      | Robert Treis (lb)        | Norbert Fischer       | Valère Langehegermann |
| 1972      | Lucien Didier            | Jean Becker           | Robert Treis (lb)     |
| 1973      | Nico Neyer               | Marcel Thull          | Erny Kirchen          |
| 1974      | Robert Treis (lb)        | Marcel Thull          | Nico Neyer            |
| 1975      | Johny Back (de)          | Aloyse Habscheid      | Edy Carier            |
| 1976      | Marcel Thull             | Lucien Didier         | Oscar Beck            |
| 1977      | Romain Hilger            | Eugène Urbany         | Charly Bourgmeyer     |
| 1978      | Eugène Urbany            | Romain Hilger         | Charly Bourgmeyer     |
| 1979      | Nico Ney (lb)            | Eugène Urbany         | Harald Fleck          |
| 1980      | Claude Michely           | Charly Bourgmeyer     | Harald Fleck          |
| 1981      | Nico Ney (lb)            | Conny Neiertz (lb)    | Guy Hoffmann          |
| 1982      | Claude Michely           | Enzo Mezzapesa        | Conny Neiertz (lb)    |
| 1983      | Conny Neiertz (lb)       | Enzo Mezzapesa        | Charly Bourgmeyer     |
| 1984      | Conny Neiertz (lb)       | Enzo Mezzapesa        | José Da Silva         |
| 1985      | Henri Schnadt (de)       | José Da Silva         | Pascal Kohlvelter     |
| 1986      | Christian Elsen          | Fernand Sand          | Pascal Triebel        |
| 1987      | Pascal Kohlvelter        | Marc Ludovicy         | Christian Elsen       |
| 1988      | Pascal Meyers (de)       | Marc Ludovicy         | Pascal Kohlvelter     |
| 1989      | Marc Ludovicy            | Alex Feltz            | Marco Lux             |
| 1990      | Pascal Meyers (de)       | Pierre Johanns        | Marco Lux             |
| 1991      | Pascal Triebel           | Pascal Meyers (de)    | Virgile Maus          |
| 1992      | Luc Nothum               | Jean-Paul Bemtgen     | Fernand Sand          |
| 1993      | Pascal Meyers (de)       | Fernand Sand          | Olivier Triebel       |
| 1994      | Pascal Triebel           | Enzo Mezzapesa        | Marco Kohl            |
| 1995      | Benny Schaak             | Pascal Triebel        | Pascal Meyers (de)    |

Multi-titrés
- 4 : Louis Grisius (de)
- 3 : Jean-Pierre Beffort, Robert Bintz, Johny Back (de), Pascal Meyers (de)
- 2 : Roby Hentges (en), Dominique Zago (de), Robert Treis (lb), Nico Ney (lb), Claude Michely, Conny Neiertz (lb), Pascal Triebel

### Indépendants Hommes
| Année     | Vainqueur            | Deuxième             | Troisième            |
| --------- | -------------------- | -------------------- | -------------------- |
| 1913      | Mathias Beffa        | -                    | -                    |
| 1916      | Joseph Rasqui        | -                    | -                    |
| 1917      | Joseph Rasqui        | Nicolas Marso        | -                    |
| 1918      | Mathias Thill (lb)   | -                    | -                    |
| 1919      | Jean-Pierre Reinard  | Joseph Rasqui        | Jempy Lenger         |
| 1920      | Joseph Rasqui        | Nicolas Wagner       | Jean-Pierre Reinard  |
| 1921      | Joseph Rasqui        | Émile Weber          | Michel Wolff         |
| 1922      | Nicolas Frantz       | Michel Wolff         | Victor Laschette     |
| 1923      | Charles Krier (lb)   | -                    | -                    |
| 1924      | Philippe Bevinger    | Charles Krier (lb)   | Jean-Pierre Engel    |
| 1925      | Jempy Engel (lb)     | Charles Krier (lb)   | Joseph Rasqui        |
| 1926      | Nicolas Frantz       | Georges Schiltz (en) | -                    |
| 1927      | Jempy Engel (lb)     | Charles Krier (lb)   | Francis Pohl         |
| 1928      | Charles Krier (lb)   | Jempy Engel (lb)     | Auguste Schleck (lb) |
| 1929      | Charles Krier (lb)   | Jean-Pierre Muller   | Josy Kraus           |
| 1930      | Jean-Pierre Muller   | -                    | -                    |
| 1931      | Josy Kraus           | -                    | -                    |
| 1932      | Josy Kraus           | -                    | -                    |
| 1933      | Josy Kraus           | Émile Bewing         | -                    |
| 1934      | Josy Kraus           | Émile Bewing         | Jean-Pierre Heirendt |
| 1935      | Mathias Clemens      | Arnold Schaack       | Émile Bewing         |
| 1937      | François Neuens      | Aloyse Klensch       | -                    |
| 1938      | Christophe Didier    | -                    | -                    |
| 1939      | Jacques Majerus (en) | Grégoire Leisen      | -                    |
| 1940-1944 | Pas organisé         | Pas organisé         | Pas organisé         |
| 1945      | Jean Igel (lb)       | Émile Weber          | -                    |
| 1946      | Marcel Wang (lb)     | Jean Goldschmit      | Marcel Poiré (lb)    |
| 1947      | Jean Igel (lb)       | Henri Ackermann      | -                    |
| 1949      | Marcel Ernzer        | Eugène Wagner        | -                    |
| 1950      | Roger Jacobs (de)    | Henri Kellen         | Henri Kass           |
| 1952      | Raymond Bley         | -                    | -                    |
| 1965      | Edy Schütz           | -                    | -                    |

Multi-titrés
- 4 : Joseph Rasqui, Josy Kraus
- 3 : Charles Krier (lb)
- 2 : Nicolas Frantz, Jempy Engel (lb), Charles Krier (lb), Jean Igel (lb)